# Sanctus

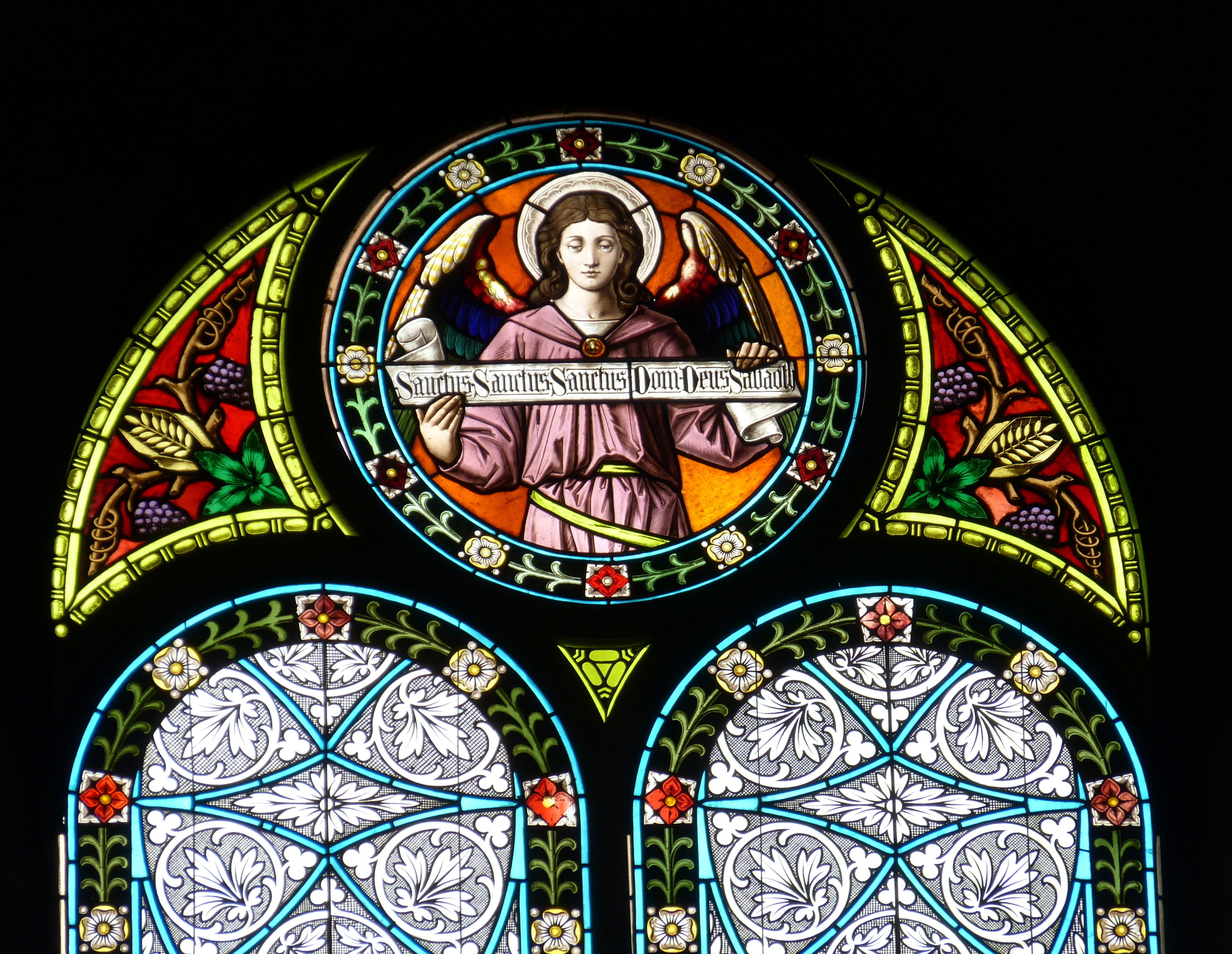
Beginn des Sanctus auf dem Spruchband eines Engels, Stiftskirche Schlägl (Oberösterreich)

Sanctus (lateinisch „heilig“) ist ein nach seinem Anfangswort benannter Teil des Ordinariums, der feststehenden Gesänge oder Gebete innerhalb der christlichen Abendmahls-Liturgie, und dadurch auch in der Regel Bestandteil von Mess-Vertonungen. Es gehört zum alten Bestand des christlichen Gottesdienstes und wird zu Beginn des eucharistischen Hochgebets als Antwort der Gemeinde auf die Präfation von allen Gläubigen, vom Chor oder im Wechsel gesungen.
In Messvertonungen wurde das Sanctus häufig in zwei Sätze aufgeteilt, das Sanctus und das Benedictus. 

## Der Wortlaut des Sanctus
Der Wortlaut setzt sich zusammen aus der Akklamation der Engel in der Berufungsvision des Propheten Jesaja (6,3 ) sowie einem messianischen Begrüßungsruf aus Ps 118,25f. , von der Menge gerufen beim Einzug Jesu in Jerusalem (Mt 21,9 ), der hier auf die eucharistische Gegenwart Christi bezogen wird.
Der auf den Propheten Jesaja zurückgehende erste Teil ist auch Bestandteil des frühchristlichen Hymnus Te Deum. Das in Jes 6,3 genannte Dreimalheilig (hebr. קדוש קדוש קדוש יהוה צבאות kadosh kadosh kadosh JHWH (gelesen: adonai) zebaot) inspirierte auch weitere frühchristliche Textstellen: Offb 4,8, Korintherbrief des Clemens von Rom (34,6), die „Passio sanctarum Perpetuae et Felicitatis“ (12,2), den Traktat „De Oratione“ (3,3) von Tertullian. Sowohl die jüdische Keduscha als auch das Troparion Trishagion haben das Dreimalheilig von Jes 6,3 rezipiert, sollten aber nicht mit dem Sanctus der Eucharistiefeier verwechselt werden.
Der offizielle Wortlaut für das Sanctus im Missale Romanum (2002):
Sanctus, Sanctus, Sanctus Dominus Deus Sabaoth.

Pleni sunt caeli et terra gloria tua.

Hosanna in excelsis.

Benedictus qui venit in nomine Domini.

Hosanna in excelsis.
Der offizielle Wortlaut für das Sanctus im Deutschen Messbuch (1976):
Heilig, heilig, heilig Gott, Herr aller Mächte und Gewalten.

Erfüllt sind Himmel und Erde von deiner Herrlichkeit.

Hosanna in der Höhe.

Hochgelobt sei, der da kommt im Namen des Herrn.

Hosanna in der Höhe.
In der lutherischen Messe ist der Wortlaut:
Heilig, heilig, heilig ist Gott, der Herre Zebaoth.

Voll sind Himmel und Erde seiner Herrlichkeit.

Hosianna in der Höhe.

Gelobet sei, der da kommt im Namen des Herren.

Hosianna in der Höhe.
In der Selbständigen Evangelisch-Lutherischen Kirche ist ein kleiner mariologischer Zusatz enthalten.
Heilig, heilig, heilig ist Gott, der Herr Zebaoth.

Voll sind Himmel und Erdreich seiner Ehre.

Hosiana in der Höhe.

Gebenedeit sei Marien Sohn, der da kommt im Namen des Herrn.

Hosiana in der Höhe.
Als Teil der Messe wurde das Sanctus von Komponisten aller Epochen vertont. Die frühere Praxis, den zweiten Teil des Sanctus, das Benedictus, erst nach dem Einsetzungsbericht zu singen, entspricht nicht mehr dem erneuerten Verständnis der katholischen Liturgie.

## Die Anfänge des Sanctus
Der älteste Beleg findet sich in einer 2018 in Frankfurt-Heddernheim, wo früher die römische Stadt Nida lag, gefundenen Amulettkapsel. Sie wird in die Zeit zwischen 220 und 270 datiert. Der Text liefert „Zeugnis für diese formelhafte beziehungsweise fromme Verwendung“ des Sanctus. Dort heißt es: „Heilig, heilig, heilig! Im Namen Jesus Christi, Gottes Sohn!“
Zuvor galt die Liturgie von Addai und Mari als frühester Beleg für die Verwendung in der christlichen Liturgie. Zur Einführung des Sanctus als Glied der Eucharistiefeier dürfte es im 4. Jahrhundert im syrisch-palästinischen Raum oder in Ägypten gekommen sein. Möglicherweise spielte dabei eine Beeinflussung durch den jüdischen Gottesdienst eine Rolle. Die Quellenlage dazu ist sehr spärlich. Spätestens Ende des 4. Jahrhunderts war das Sanctus gängiger Bestandteil der Eucharistiefeier im östlichen Bereich des Christentums. Älteste klare Textbelege für das Sanctus der Eucharistiefeier sind das Euchologion Serapionis in Ägypten, die Apostolischen Konstitutionen aus dem antiochenischen Einzugsgebiet, die Mystagogischen Katechesen von Jerusalem und die Predigten des Johannes Chrysostomos. Für den Gebrauch des Sanctus in der Eucharistiefeier des Westens gilt die pseudo-ambrosianische Schrift „Libellus de spiritu sancto“ (4,2) aus der Zeit um 400 als ältester Beleg. Das Sanctus mit dem Benedictus qui venit und dem Hosanna (Mt 21,9) wird im Westen erstmals von Caesarius von Arles, im Osten erstmals bei Severus von Antiochia bezeugt.

## Bedeutungsinhalte des Sanctus
Vor allem die Autoren der griechischen Patristik des 4. und beginnenden 5. Jahrhunderts schreiben dem Sanctus der Eucharistiefeier eine vielfältige theologische Bedeutung zu. Demnach sei das Sanctus
- ein Bekenntnis zum dreifaltigen Gott
- eine Ankündigung der Menschwerdung Christi. Der Ausdruck „Erfüllt sind Himmel und Erde von deiner Herrlichkeit“ wurde von mehreren Kirchenvätern (Johannes Chrysostomus, Theodor von Mopsuestia, Cyrill von Alexandrien) als Hinweis auf das Kommen Christi zur Erde gedeutet. Mit Christi Kommen würde die Erde nämlich mit Gottes Herrlichkeit erfüllt. Möglicherweise führte diese Deutung zur Einführung des Sanctus unmittelbar vor dem Einsetzungsbericht.[8]
- Ausdruck von Lobpreis und Dank gegenüber Gott
- eine Mahnung zu einem moralisch einwandfreien („heiligen“) Leben
- eine Einladung zum spirituellen Aufstieg
- ein Moment der Einheit zwischen Himmel und Erde.

Dazu schreibt Hans Asmussen: „Die Anbetung ist der Erwartung auf die jenseitige Welt nahe verwandt. Denn sie nimmt diese Welt vorweg im Glauben, soweit denn überhaupt von einem solchen Vorwegnehmen geredet werden kann.“

## Sanctus und Benedictus in der Kirchenmusik
In den mehrstimmigen Messvertonungen seit dem Mittelalter wurde das Sanctus  – zunächst aus Zeitgründen – in die beiden Sätze Sanctus und Benedictus aufgeteilt. 
Das Sanctus behielt in den großen abendländischen Messkompositionen den Aspekt der Teilhabe an der himmlischen Liturgie und ist ein Lobpreis an Gott den Vater, während das Benedictus, die Begrüßung des in den Gestalten von Brot und Wein gegenwärtigen Herrn Jesus Christus, besonders im 18. und 19. Jahrhundert als introvertierter Ausdruck des eucharistischen Mysteriums gestaltet wurde; der Wortlaut entspricht dem Rufen der Pilgermenge beim Einzug Jesu in Jerusalem (Mt 21,9 ).
Das Sanctus wurde am liturgischen Ort, unmittelbar nach der Präfation, musiziert, das Benedictus wurde seit dem 16. Jahrhundert auf einen Platz nach der Wandlung verschoben und begann nach der in Stille vollzogenen Elevation. In den klassischen Kompositionen ist das Benedictus daher oft besonders „mystisch“ und lang gestaltet. Gleichzeitig betete der Priester den Canon Missae leise.